# Balqees Ahmed Fathi
Balqees Ahmed Fathi (arabul: بلقيس أحمد فتحي) (1984. október 20. Egyesült Arab Emírségek – ), ismert mint Balqees Fathi (arabul: بلقيس فتحي) és másik művésznevén mint Balqees (arabul: بلقيس) jemeni énekes. Művészcsaládból származik, édesapja, Ahmed Fathi ismert jemeni zenész, édesanyja pedig az emírségek egyik jemeni születésű állampolgára. Fathi már fiatalon elkezdett hangszereken játszani és énekelni. Majnoun című első albumát  2013-ban adták ki a Rotana Recordsnál. Második  studió albuma Zai Ma Ana címmel 2015-ben jelent meg.
Az Egyesült Arab Emírségek 40. születésnapjára jelent meg a World Chants Zayed című klipje. Az Abu Dhabi Egyetemen végzett.
2019. október 20-án megkapta a csillagját a Dubaji csillagok útján Dubaj belvárosában.
2016-ban Sultan Bin Abdullatif szaúdi üzletemberhez ment hozzá.

## Diszkográfia
- Majnoun (2013)
- Zai Ma Ana (2015)
- Arahenkom (2017)